# Carl Nyberg
Carl Nyberg, född 3 februari 1879 i Fredrikshamn, död 6 november 1943 i Grankulla, var en finländsk läkare. Han var bror till arkitekten och konstnären Frans Nyberg.
Nyberg, som var son till generalmajor Frans Edvard Nyberg, blev medicine och kirurgie doktor 1913. Han var bland annat badläkare i Grankulla 1918–1931 och e.o. professor i bakteriologi vid Helsingfors universitet från 1936.